# Euro Hockey Tour 1998/1999
Euro Hockey Tour 1998/1999 var den tredje upplagan av Euro Hockey Tour, och vanns av Sverige före Finland och Tjeckien. Kanada deltog i Baltica Brewery Cup och Sweden Hockey Games, men utom tävlan i Euro Hockey Tour.

## Turneringar

### Česká Pojišťovna Cup
Sverige vann Česká Pojišťovna Cup.

#### Slutställning
| Lag      | Spelade | Vinster | Förluster | Oavgjorda | Gjorda mål | Insläppta mål | Poäng |
| -------- | ------- | ------- | --------- | --------- | ---------- | ------------- | ----- |
| Sverige  | 3       | 2       | 1         | 0         | 7          | 1             | 5     |
| Finland  | 3       | 1       | 2         | 0         | 5          | 4             | 4     |
| Tjeckien | 3       | 0       | 2         | 1         | 4          | 5             | 2     |
| Ryssland | 3       | 0       | 1         | 2         | 3          | 8             | 1     |

### Karjala Tournament
Finland vann Karjala Tournament.

#### Slutställning
| Lag      | Spelade | Vinster | Förluster | Oavgjorda | Gjorda mål | Insläppta mål | Poäng |
| -------- | ------- | ------- | --------- | --------- | ---------- | ------------- | ----- |
| Finland  | 3       | 2       | 1         | 0         | 10         | 7             | 5     |
| Ryssland | 3       | 1       | 1         | 1         | 8          | 6             | 3     |
| Tjeckien | 3       | 0       | 2         | 1         | 7          | 9             | 2     |
| Sverige  | 3       | 0       | 2         | 1         | 5          | 8             | 2     |

### Baltica Brewery Cup
Sverige vann Baltica Brewery Cup.

#### Slutställning
| Lag      | Spelade | Vinster | Förluster | Oavgjorda | Gjorda mål | Insläppta mål | Poäng |
| -------- | ------- | ------- | --------- | --------- | ---------- | ------------- | ----- |
| Sverige  | 4       | 1       | 2         | 0         | 14         | 9             | 8     |
| Tjeckien | 4       | 3       | 0         | 1         | 15         | 8             | 6     |
| Finland  | 4       | 1       | 1         | 2         | 9          | 10            | 3     |
| Ryssland | 4       | 1       | 1         | 2         | 11         | 13            | 3     |
| Kanada   | 4       | 0       | 0         | 4         | 9          | 18            | 0     |

### Sweden Hockey Games
Finland vann Sweden Hockey Games.

#### Slutställning
| Lag      | Spelade | Vinster | Förluster | Oavgjorda | Gjorda mål | Insläppta mål | Poäng |
| -------- | ------- | ------- | --------- | --------- | ---------- | ------------- | ----- |
| Finland  | 4       | 3       | 0         | 1         | 14         | 10            | 6     |
| Sverige  | 4       | 2       | 1         | 1         | 14         | 7             | 5     |
| Kanada   | 4       | 2       | 0         | 2         | 6          | 9             | 4     |
| Tjeckien | 4       | 1       | 1         | 2         | 8          | 9             | 3     |
| Ryssland | 4       | 1       | 0         | 3         | 8          | 15            | 2     |

## Slutställning Euro Hockey Tour 1998/1999
| Lag      | Spelade | Vinster | Förluster | Oavgjorda | Gjorda mål | Insläppta mål | Poäng |
| -------- | ------- | ------- | --------- | --------- | ---------- | ------------- | ----- |
| Sverige  | 12      | 6       | 4         | 2         | 32         | 21            | 16    |
| Finland  | 12      | 7       | 2         | 3         | 31         | 27            | 16    |
| Tjeckien | 12      | 3       | 5         | 4         | 28         | 27            | 11    |
| Ryssland | 12      | 1       | 3         | 8         | 24         | 40            | 5     |

### Fotnoter
1. ↑  Anders Steinvall (15 februari 1999). ”Finlands stora dag i Globen. Sweden Hockey Games. Heta känslor i finalen - Magnus Wernblom fick matchstraff. Tre Kronor inofficiella Europamästare.”. Dagens nyheter. Arkiverad från originalet den 20 december 2016. https://web.archive.org/web/20161220202541/http://www.dn.se/arkiv/sport/finlands-stora-dag-i-globen-sweden-hockey-games-heta-kanslor/. Läst 20 januari 2016.